# Primetime Emmy Award per la migliore attrice protagonista in una serie drammatica
Il Primetime Emmy Awards per la migliore attrice protagonista in una serie drammatica (Primetime Emmy Award for Outstanding Lead Actress in a Drama Series) è un premio annuale consegnato nell'ambito del Primetime Emmy Awards dal 1954 all'attrice protagonista di una serie televisiva drammatica dell'anno in corso. Fino al 1966 il premio era assegnato indistintamente al genere della serie televisiva.

## Vincitori e candidati
I vincitori sono indicati in grassetto, a seguire gli altri candidati.

### Anni 1950
- 1954
  - Eve Arden - Our Miss Brooks

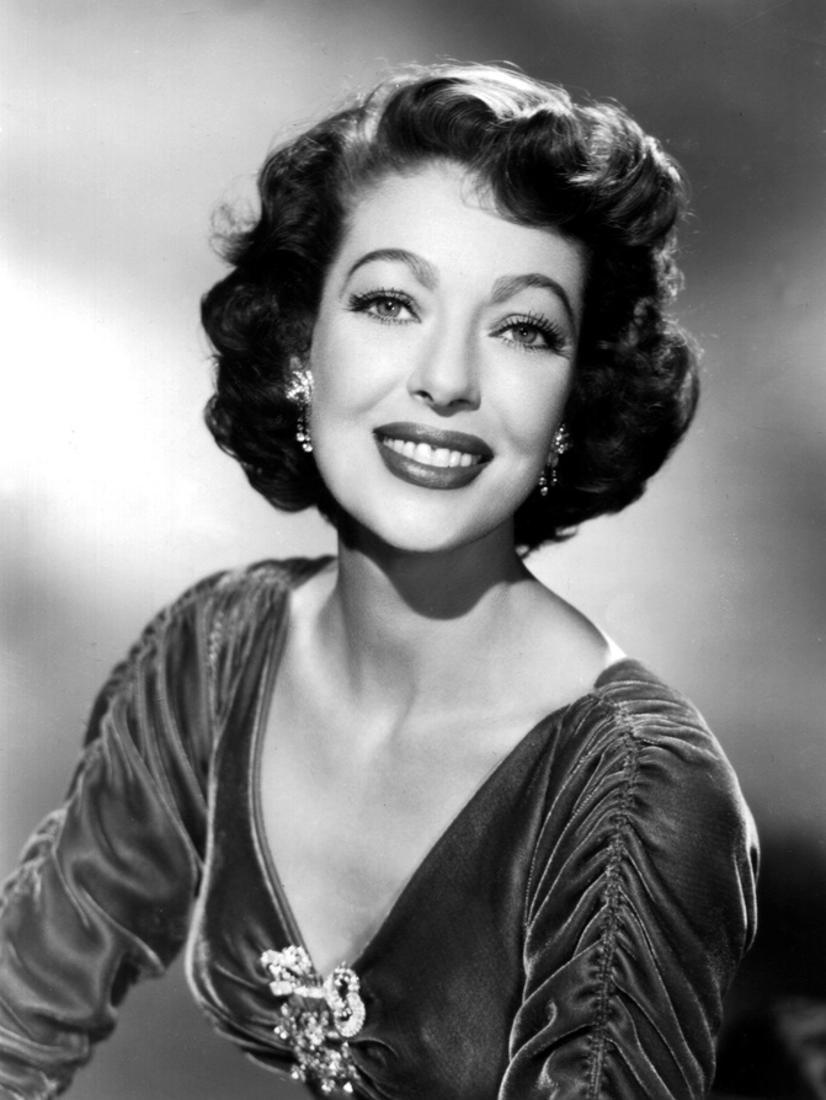
Loretta Young ha vinto 3 volte in questa categoria.

  - Lucille Ball - Lucy ed io (I Love Lucy)
  - Imogene Coca - Your Show of Shows
  - Dinah Shore - The Dinah Shore Show
  - Loretta Young - The Loretta Young Show
- 1955
  - Loretta Young - The Loretta Young Show
  - Gracie Allen
  - The George Burns and Gracie Allen Show
  - Eve Arden - Our Miss Brooks
  - Lucille Ball - Lucy ed io (I Love Lucy)
  - Ann Sothern - Private Secretary
- 1956
  - Lucille Ball - Lucy ed io (I Love Lucy)
  - Gracie Allen - The George Burns and Gracie Allen Show
  - Eve Arden - Our Miss Brooks
  - Jean Hagen - Make Room for Daddy
  - Ann Sothern - Private Secretary
- 1957
  - Loretta Young - The Loretta Young Show
  - Jan Clayton - Lassie
  - Ida Lupino - Four Star Playhouse
  - Peggy Wood - Mama
  - Jane Wyman - Jane Wyman Theatre
- 1958
  - Jane Wyatt - Papà ha ragione (Father Knows Best)
  - Eve Arden - The Eve Arden Show
  - Spring Byington - December Bride
  - Jan Clayton - Lassie
  - Ida Lupino - Mr. Adams and Eve
- 1959
  - Loretta Young - The Loretta Young Show
  - Phyllis Kirk - L'uomo ombra (The Thin Man)
  - June Lockhart - Lassie
  - Jane Wyman - The Jane Wyman Show

### Anni 1960
- 1960

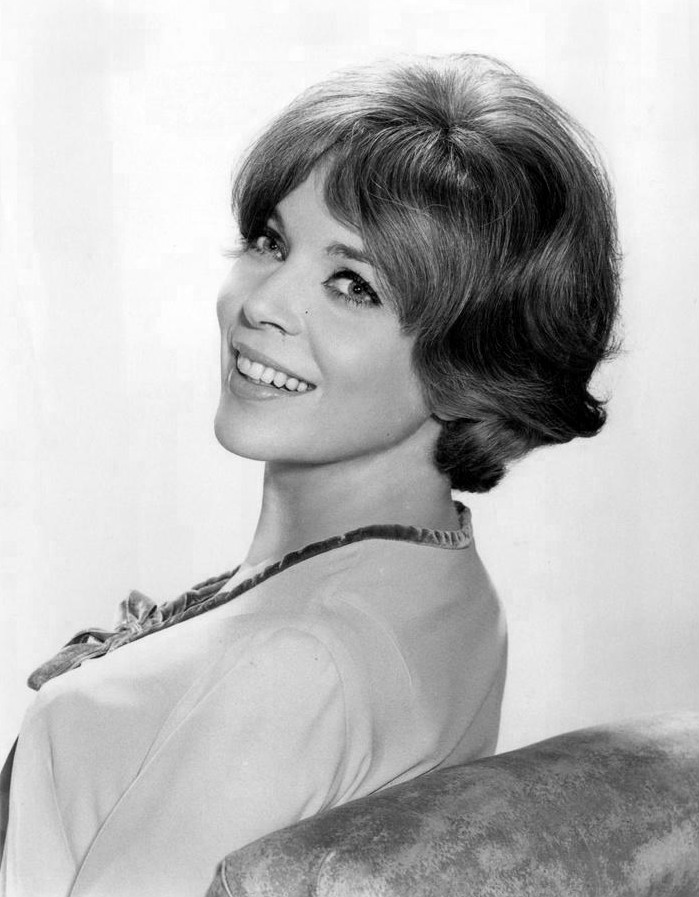
Barbara Bain ha vinto 3 volte consecutivamente in questa categoria.

  - Jane Wyatt - Papà ha ragione (Father Knows Best)
  - Donna Reed - The Donna Reed Show
  - Teresa Wright - Sunday Showcase
  - Loretta Young - The Loretta Young Show
- 1961
  - Barbara Stanwyck - The Barbara Stanwyck Show
  - Donna Reed - The Donna Reed Show
  - Loretta Young - The Loretta Young Show
- 1962
  - Shirley Booth - Hazel
  - Gertrude Berg - The Gertrude Berg Show
  - Donna Reed - The Gertrude Berg Show
  - Mary Stuart
  - Aspettando il domani (Search for Tomorrow)
  - Cara Williams - Pete and Gladys
- 1963
  - Shirley Booth - Hazel
  - Lucille Ball - The Lucy Show
  - Shirl Conway - The Nurses
  - Mary Tyler Moore - The Dick Van Dyke Show
  - Irene Ryan - The Beverly Hillbillies
- 1964
  - Mary Tyler Moore - The Dick Van Dyke Show
  - Shirley Booth - Hazel
  - Patty Duke - The Patty Duke Show
  - Irene Ryan - The Beverly Hillbillies
  - Inger Stevens - The Farmer's Daughter
- 1966
  - Barbara Stanwyck - La grande vallata (The Big Valley)
  - Anne Francis - Honey West
  - Barbara Parkins - Peyton Place
- 1967
  - Barbara Bain - Missione impossibile (Mission: Impossible)
  - Diana Rigg - Agente speciale (The Avengers)
  - Barbara Stanwyck - La grande vallata (The Big Valley)
- 1968
  - Barbara Bain - Missione impossibile (Mission: Impossible)
  - Diana Rigg - Agente speciale (serie televisiva)|Agente speciale (The Avengers)
  - Barbara Stanwyck - La grande vallata (The Big Valley)
- 1969
  - Barbara Bain - Missione impossibile (Mission: Impossible)
  - Joan Blondell - Arrivano le spose (Here Come the Brides)
  - Peggy Lipton - Mod Squad, i ragazzi di Greer (The Mod Squad)

### Anni 1970
- 1970

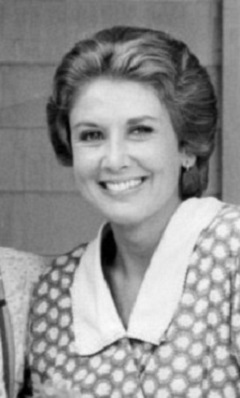
Michael Learned condivide il record di vittorie con 4 premi. Ha vinto 3 delle statuette per la serie televisiva Una famiglia americana e nel 1982 ha vinto per Mary Benjamin.

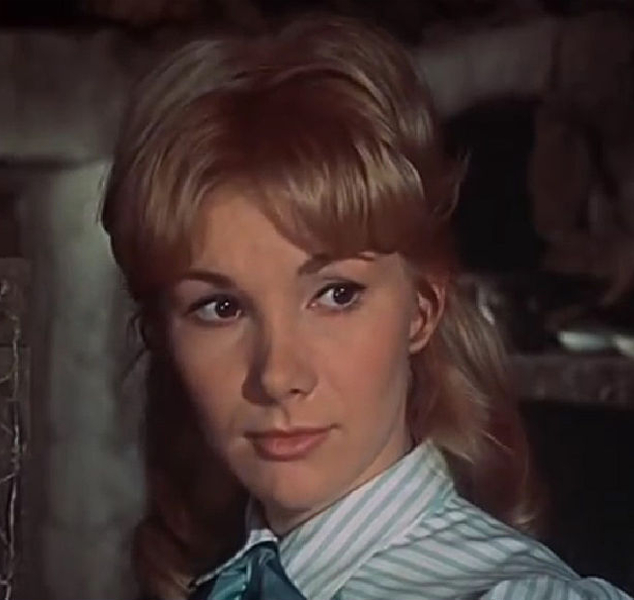
Susan Hampshire ha vinto il premio 2 volte consecutivamente.

  - Susan Hampshire - La saga dei Forsyte (The Forsyte Saga)
  - Joan Blondell - Arrivano le spose (Here Come the Brides)
  - Peggy Lipton - Mod Squad, i ragazzi di Greer (The Mod Squad)
- 1971
  - Susan Hampshire - The First Churchills
  - Linda Cristal - Ai confini dell'Arizona (The High Chaparral)
  - Peggy Lipton - Mod Squad, i ragazzi di Greer (The Mod Squad)
- 1972
  - Glenda Jackson - Elisabetta Regina (Elizabeth R)
  - Peggy Lipton - Mod Squad, i ragazzi di Greer (The Mod Squad)
  - Susan Saint James - McMillan e signora (McMillan & Wife)
- 1973
  - Michael Learned - Una famiglia americana (The Waltons)
  - Lynda Day George - Missione impossibile (Mission: Impossible)
  - Susan Saint James - McMillan e signora (McMillan & Wife)
- 1974
  - Michael Learned - Una famiglia americana (The Waltons)
  - Jean Marsh - Su e giù per le scale (Upstairs, Downstairs)
  - Jeanette Nolan - Dirty Sally
- 1975
  - Jean Marsh - Su e giù per le scale (Upstairs, Downstairs)
  - Angie Dickinson - Pepper Anderson - Agente speciale (Police Woman)
  - Michael Learned - Una famiglia americana (The Waltons)
- 1976
  - Michael Learned - Una famiglia americana (The Waltons)
  - Angie Dickinson - Pepper Anderson - Agente speciale (Police Woman)
  - Anne Meara - Kate McShane
  - Brenda Vaccaro - Sara
- 1977
  - Lindsay Wagner - La donna bionica (The Bionic Woman)
  - Angie Dickinson - Pepper Anderson - Agente speciale (Police Woman)
  - Kate Jackson - Charlie's Angels
  - Michael Learned - Una famiglia americana (The Waltons)
  - Sada Thompson - In casa Lawrence (Family)
- 1978
  - Sada Thompson - In casa Lawrence (Family)
  - Melissa Sue Anderson - La casa nella prateria (Little House on the Prairie)
  - Fionnula Flanagan - Alla conquista del West (How the West Was Won)
  - Kate Jackson - Charlie's Angels
  - Michael Learned - Una famiglia americana (The Waltons)
  - Susan Sullivan - Having Babies
- 1979
  - Mariette Hartley - L'incredibile Hulk (The Incredible Hulk)
  - Barbara Bel Geddes - Dallas
  - Rita Moreno - Agenzia Rockford (The Rockford Files)
  - Sada Thompson - In casa Lawrence (Family)

### Anni 1980
- 1980
  - Barbara Bel Geddes - Dallas

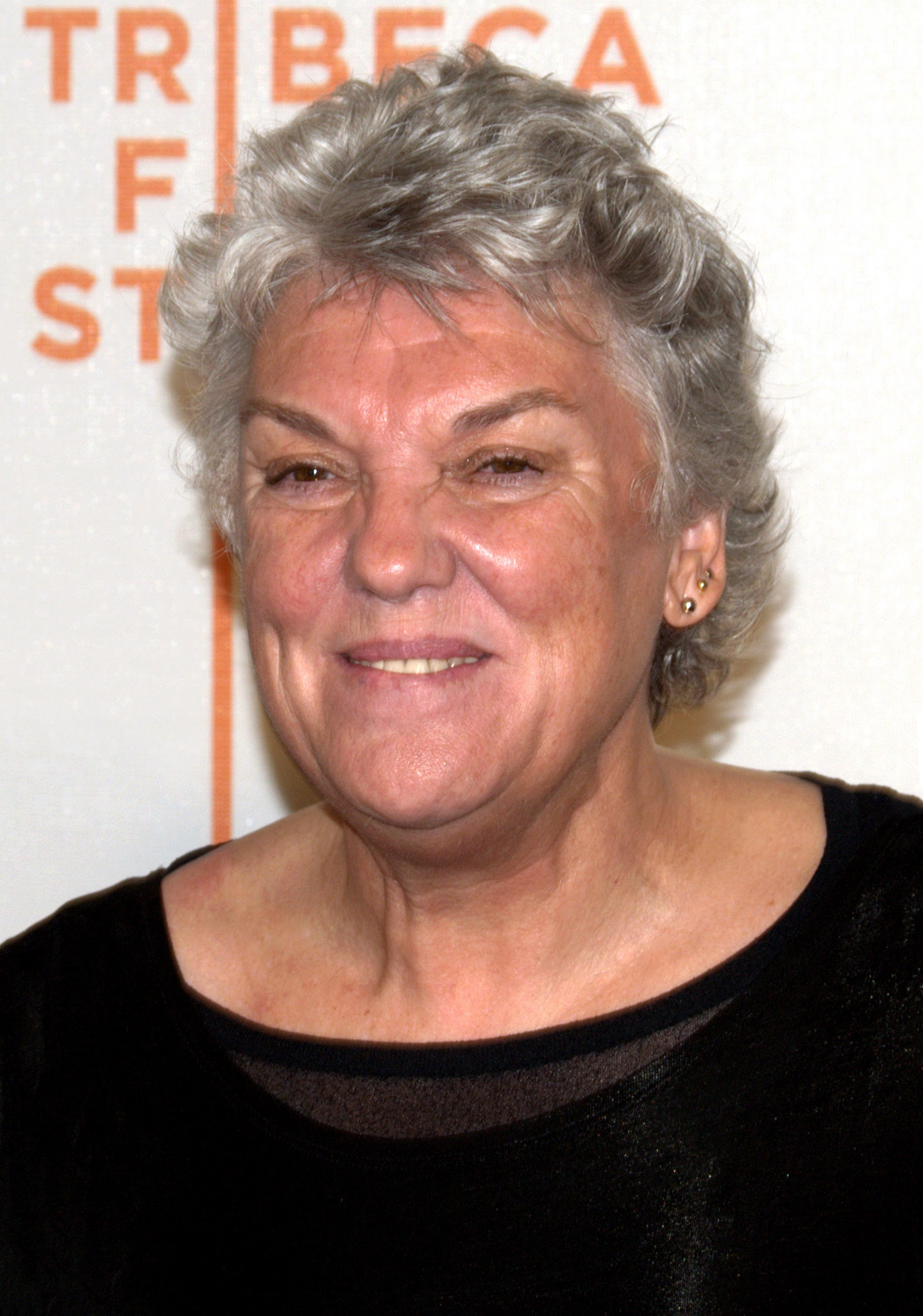
Tyne Daly condivide il record di vittorie con 4 premi. Ha vinto le 4 statuette tra il 1984 e il 1988, tutte per la serie televisiva New York New York.

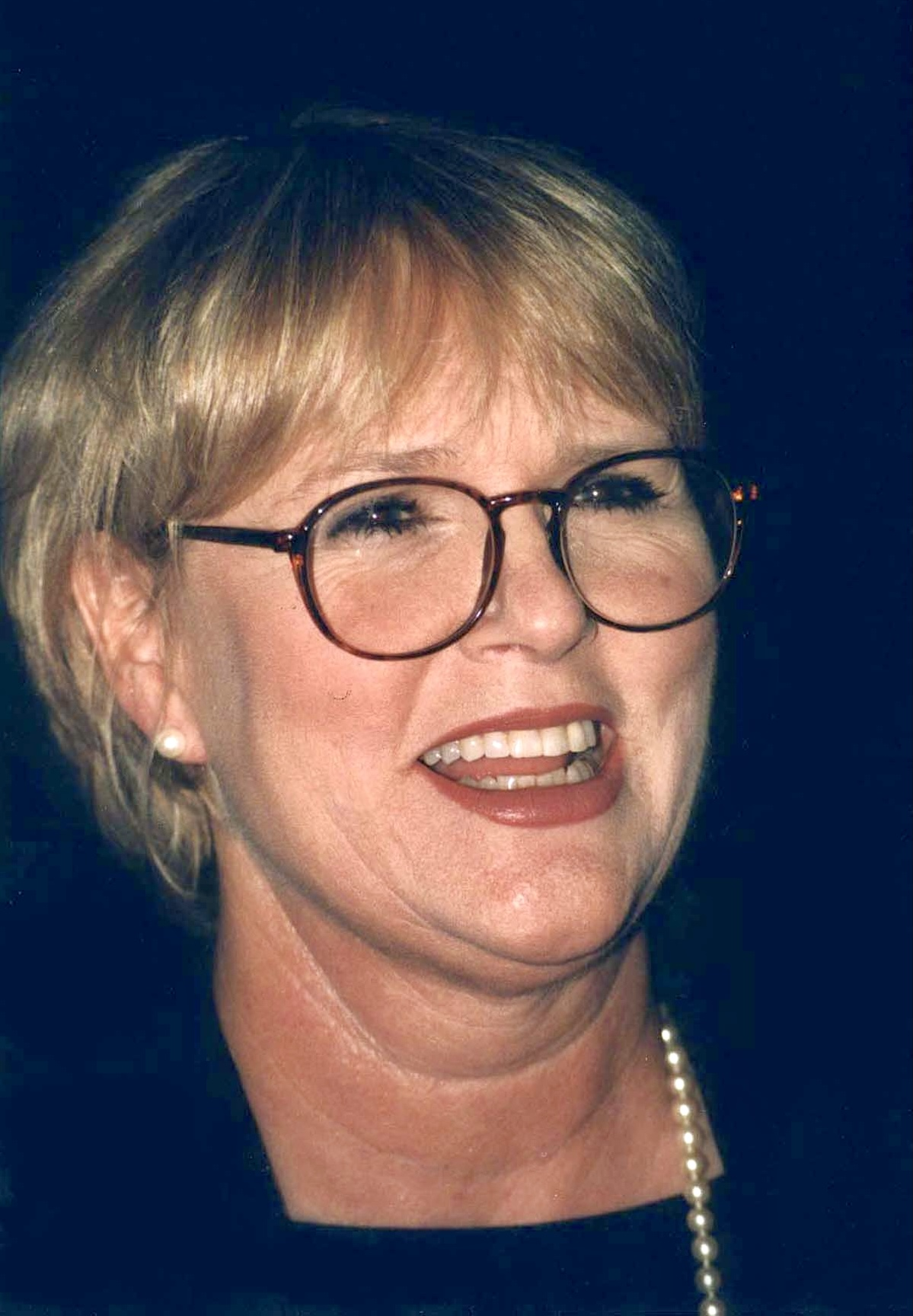
Sharon Gless ha vinto il premio 2 volte consecutivamente.

  - Lauren Bacall - Agenzia Rockford (The Rockford Files)
  - Mariette Hartley - Agenzia Rockford (The Rockford Files)
  - Kristy McNichol - In casa Lawrence (Family)
  - Sada Thompson - In casa Lawrence (Family)
- 1981
  - Barbara Babcock - Hill Street giorno e notte (Hill Street Blues)
  - Barbara Bel Geddes - Dallas
  - Linda Gray - Dallas
  - Veronica Hamel - Hill Street giorno e notte (Hill Street Blues)
  - Michael Learned - Mary Benjamin (Nurse)
  - Stefanie Powers - Cuore e batticuore (Hart to Hart)
- 1982
  - Michael Learned - Mary Benjamin (Nurse)
  - Debbie Allen - Saranno famosi (Fame)
  - Veronica Hamel - Hill Street giorno e notte (Hill Street Blues)
  - Michele Lee - California (Knots Landing)
  - Stefanie Powers - Cuore e batticuore (Hart to Hart)
- 1983
  - Tyne Daly - New York New York (Cagney & Lacey)
  - Debbie Allen - Saranno famosi (Fame)
  - Linda Evans - Dynasty
  - Sharon Gless - New York New York (Cagney & Lacey)
  - Veronica Hamel - Hill Street giorno e notte (Hill Street Blues)
- 1984
  - Tyne Daly - New York New York (Cagney & Lacey)
  - Debbie Allen - Saranno famosi (Fame)
  - Joan Collins - Dynasty
  - Sharon Gless - New York New York (Cagney & Lacey)
  - Veronica Hamel - Hill Street giorno e notte (Hill Street Blues)
- 1985
  - Tyne Daly - New York New York (Cagney & Lacey)
  - Debbie Allen - Saranno famosi (Fame)
  - Sharon Gless - New York New York (Cagney & Lacey)
  - Veronica Hamel - Hill Street giorno e notte (Hill Street Blues)
  - Angela Lansbury - La signora in giallo (Murder, She Wrote)
- 1986
  - Sharon Gless - New York New York (Cagney & Lacey)
  - Tyne Daly - New York New York (Cagney & Lacey)
  - Angela Lansbury - La signora in giallo (Murder, She Wrote)
  - Cybill Shepherd - Moonlighting
  - Alfre Woodard - A cuore aperto (St. Elsewhere)
- 1987
  - Sharon Gless - New York New York (Cagney & Lacey)
  - Tyne Daly - New York New York (Cagney & Lacey)
  - Susan Dey - L.A. Law - Avvocati a Los Angeles (L.A. Law)
  - Jill Eikenberry - L.A. Law - Avvocati a Los Angeles (L.A. Law)
  - Angela Lansbury - La signora in giallo (Murder, She Wrote)
- 1988
  - Tyne Daly - New York New York (Cagney & Lacey)
  - Susan Dey - L.A. Law - Avvocati a Los Angeles (L.A. Law)
  - Jill Eikenberry - L.A. Law - Avvocati a Los Angeles (L.A. Law)
  - Sharon Gless - New York New York (Cagney & Lacey)
  - Angela Lansbury - La signora in giallo (Murder, She Wrote)
- 1989
  - Dana Delany - China Beach
  - Susan Dey - L.A. Law - Avvocati a Los Angeles (L.A. Law)
  - Jill Eikenberry - L.A. Law - Avvocati a Los Angeles (L.A. Law)
  - Linda Hamilton - La bella e la bestia (Beauty and the Beast)
  - Angela Lansbury - La signora in giallo (Murder, She Wrote)

### Anni 1990

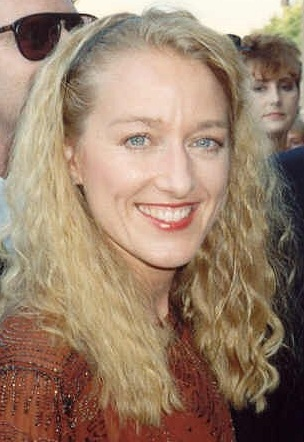
Patricia Wettig ha vinto il premio 2 volte consecutivamente.

- Kathy Baker, vincitrice di 3 premi Emmy, con la statuetta nel 1993.1990

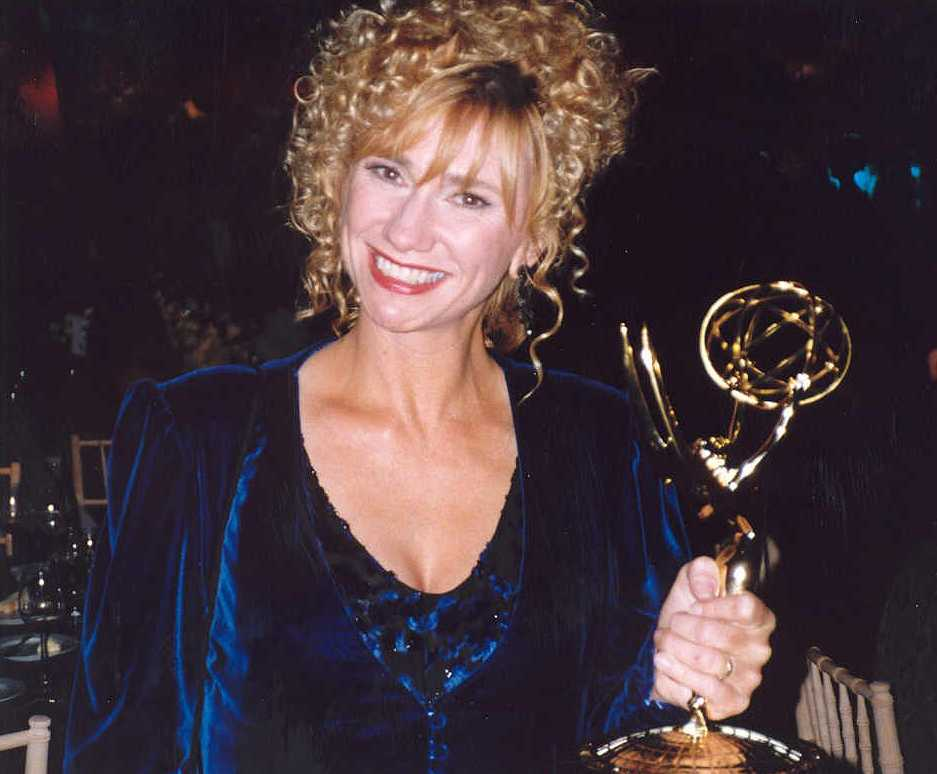
Kathy Baker, vincitrice di 3 premi Emmy, con la statuetta nel 1993.

  - Patricia Wettig - In famiglia e con gli amici (Thirtysomething)
  - Jill Eikenberry - L.A. Law - Avvocati a Los Angeles (L.A. Law)
  - Dana Delany - China Beach
  - Piper Laurie - I segreti di Twin Peaks (Twin Peaks)
  - Angela Lansbury - La signora in giallo (Murder, She Wrote)
- 1991
  - Patricia Wettig - In famiglia e con gli amici (Thirtysomething)
  - Dana Delany - China Beach
  - Sharon Gless - I casi di Rosie O'Neill (The Trials of Rosie O'Neill)
  - Angela Lansbury - La signora in giallo (Murder, She Wrote)
- 1992
  - Dana Delany - China Beach
  - Sharon Gless - I casi di Rosie O'Neill (The Trials of Rosie O'Neill)
  - Angela Lansbury - La signora in giallo (Murder, She Wrote)
  - Shirley Knight - Law & Order - I due volti della giustizia (Law & Order)
  - Regina Taylor - Io volerò via (I'll Fly Away)
  - Kate Nelligan - La strada per Avonlea (Road to Avonlea)
- 1993
  - Kathy Baker - La famiglia Brock (Picket Fences)
  - Swoosie Kurtz - Sisters
  - Regina Taylor - Io volerò via (I'll Fly Away)
  - Angela Lansbury - La signora in giallo (Murder, She Wrote)
  - Janine Turner - Un medico tra gli orsi (Northern Exposure)
- 1994
  - Sela Ward - Sisters
  - Angela Lansbury - La signora in giallo (Murder, She Wrote)
  - Jane Seymour - La signora del West (Dr. Quinn, Medicine Woman)
  - Kathy Baker - La famiglia Brock (Picket Fences)
  - Swoosie Kurtz - Sisters
- 1995
  - Kathy Baker - La famiglia Brock (Picket Fences)
  - Claire Danes - My So-Called Life
  - Angela Lansbury - La signora in giallo (Murder, She Wrote)
  - Sherry Stringfield - E.R. - Medici in prima linea (ER)
  - Cicely Tyson - Per amore della legge (Sweet Justice)
- 1996
  - Kathy Baker - La famiglia Brock (Picket Fences)
  - Gillian Anderson - X-Files (The X-Files)
  - Christine Lahti - Chicago Hope
  - Angela Lansbury - La signora in giallo (Murder, She Wrote)
  - Sherry Stringfield - E.R. - Medici in prima linea (ER)
- 1997
  - Gillian Anderson - X-Files (The X-Files)
  - Roma Downey - Il tocco di un angelo (Touched by an Angel)
  - Christine Lahti - Chicago Hope
  - Julianna Margulies - E.R. - Medici in prima linea (ER)
  - Sherry Stringfield - E.R. - Medici in prima linea (ER)
- 1998
  - Christine Lahti - Chicago Hope
  - Gillian Anderson - X-Files (The X-Files)
  - Roma Downey - Il tocco di un angelo (Touched by an Angel)
  - Julianna Margulies - E.R. - Medici in prima linea (ER)
  - Jane Seymour - La signora del West (Dr. Quinn, Medicine Woman)
- 1999
  - Edie Falco - I Soprano (The Sopranos)
  - Gillian Anderson - X-Files (The X-Files)
  - Lorraine Bracco - I Soprano (The Sopranos)
  - Christine Lahti - Chicago Hope
  - Julianna Margulies - E.R. - Medici in prima linea (ER)

### Anni 2000
- 2000

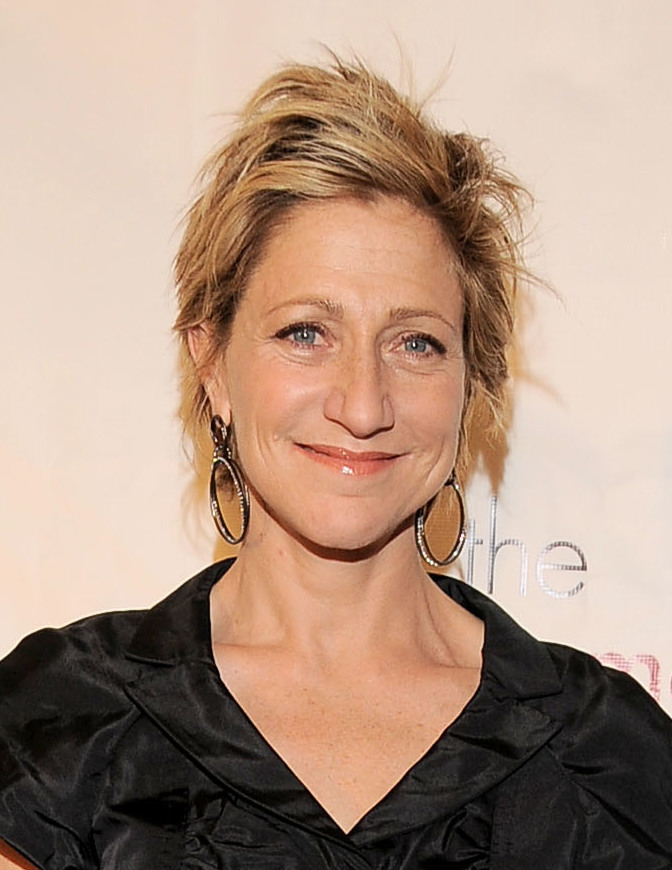
Edie Falco ha vinto 3 volte in questa categoria.

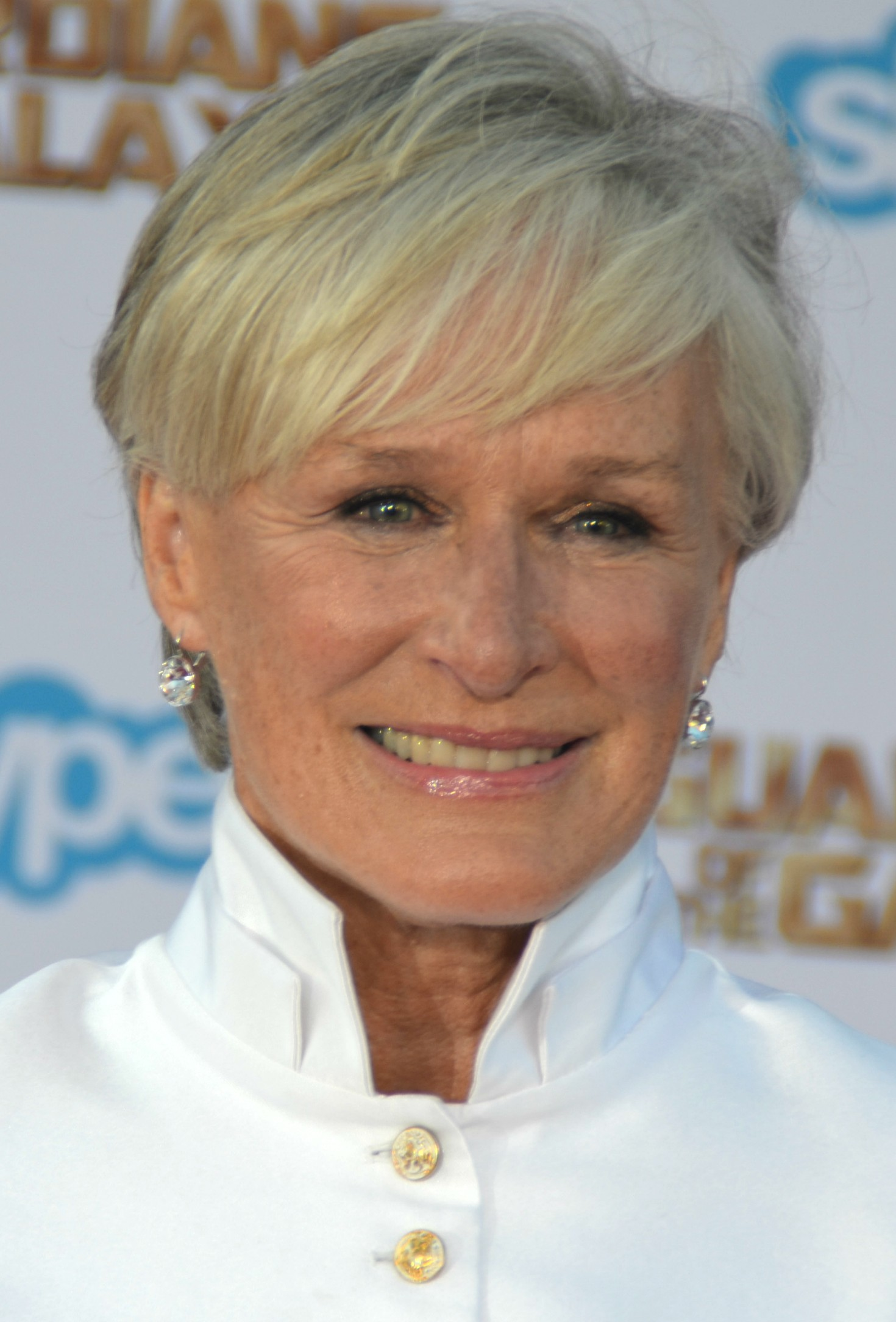
Glenn Close ha vinto il premio 2 volte consecutivamente.

  - Sela Ward - Ancora una volta (Once and Again)
  - Edie Falco - I Soprano (The Sopranos)
  - Lorraine Bracco - I Soprano (The Sopranos)
  - Amy Brenneman - Giudice Amy (Judging Amy)
  - Julianna Margulies - E.R. - Medici in prima linea (ER)
- 2001
  - Edie Falco - I Soprano (The Sopranos)
  - Amy Brenneman - Giudice Amy (Judging Amy)
  - Marg Helgenberger - CSI - Scena del crimine (CSI: Crime Scene Investigation)
  - Lorraine Bracco - I Soprano (The Sopranos)
  - Sela Ward - Ancora una volta (Once and Again)
- 2002
  - Allison Janney - West Wing - Tutti gli uomini del Presidente (The West Wing)
  - Amy Brenneman - Giudice Amy (Judging Amy)
  - Frances Conroy - Six Feet Under
  - Rachel Griffiths - Six Feet Under
  - Jennifer Garner - Alias
- 2003
  - Edie Falco - I Soprano (The Sopranos)
  - Jennifer Garner - Alias
  - Frances Conroy - Six Feet Under
  - Allison Janney - West Wing - Tutti gli uomini del Presidente (The West Wing)
  - Marg Helgenberger - CSI - Scena del crimine (CSI: Crime Scene Investigation)
- 2004
  - Allison Janney - West Wing - Tutti gli uomini del Presidente (The West Wing)
  - Edie Falco - I Soprano (The Sopranos)
  - Jennifer Garner - Alias
  - Mariska Hargitay - Law & Order - Unità vittime speciali (Law & Order: Special Victims Unit)
  - Amber Tamblyn - Joan of Arcadia
- 2005
  - Patricia Arquette - Medium
  - Glenn Close - The Shield
  - Frances Conroy - Six Feet Under
  - Mariska Hargitay - Law & Order - Unità vittime speciali (Law & Order: Special Victims Unit)
  - Jennifer Garner - Alias
- 2006
  - Mariska Hargitay - Law & Order - Unità vittime speciali (Law & Order: Special Victims Unit)
  - Frances Conroy - Six Feet Under
  - Geena Davis - Una donna alla Casa Bianca (Commander in Chief)
  - Allison Janney - West Wing - Tutti gli uomini del Presidente (The West Wing)
  - Kyra Sedgwick - The Closer
- 2007
  - Sally Field - Brothers & Sisters - Segreti di famiglia (Brothers & Sisters)
  - Patricia Arquette - Medium
  - Mariska Hargitay - Law & Order - Unità vittime speciali (Law & Order: Special Victims Unit)
  - Minnie Driver - The Riches
  - Edie Falco - I Soprano (The Sopranos)
  - Kyra Sedgwick - The Closer
- 2008
  - Glenn Close - Damages
  - Sally Field - Brothers & Sisters - Segreti di famiglia (Brothers & Sisters)
  - Mariska Hargitay - Law & Order - Unità vittime speciali (Law & Order: Special Victims Unit)
  - Holly Hunter - Saving Grace
  - Kyra Sedgwick - The Closer
- 2009
  - Glenn Close - Damages
  - Sally Field - Brothers & Sisters - Segreti di famiglia (Brothers & Sisters)
  - Mariska Hargitay - Law & Order - Unità vittime speciali (Law & Order: Special Victims Unit)
  - Holly Hunter - Saving Grace
  - Kyra Sedgwick - The Closer
  - Elisabeth Moss - Mad Men

### Anni 2010
- 2010[1]
  - Kyra Sedgwick - The Closer

Claire Danes ha vinto il premio 2 volte consecutivamente.

  - Connie Britton - Friday Night Lights
  - Glenn Close - Damages
  - Mariska Hargitay - Law & Order - Unità vittime speciali (Law & Order: Special Victims Unit)
  - January Jones - Mad Men
  - Julianna Margulies - The Good Wife
- 2011[2]
  - Julianna Margulies - The Good Wife
  - Kathy Bates - Harry's Law
  - Connie Britton - Friday Night Lights
  - Mireille Enos - The Killing
  - Mariska Hargitay - Law & Order - Unità vittime speciali (Law & Order: Special Victims Unit)
  - Elisabeth Moss - Mad Men
- 2012[3]
  - Claire Danes - Homeland - Caccia alla spia (Homeland)
  - Kathy Bates - Harry's Law
  - Glenn Close - Damages
  - Michelle Dockery - Downton Abbey
  - Julianna Margulies - The Good Wife
  - Elisabeth Moss - Mad Men
- 2013[4][5]
  - Claire Danes - Homeland - Caccia alla spia (Homeland)
  - Connie Britton - Nashville
  - Michelle Dockery - Downton Abbey
  - Vera Farmiga - Bates Motel
  - Elisabeth Moss - Mad Men
  - Kerry Washington - Scandal
  - Robin Wright - House of Cards - Gli intrighi del potere (House of Cards)
- 2014[6]
  - Julianna Margulies - The Good Wife
  - Lizzy Caplan - Masters of Sex
  - Claire Danes - Homeland - Caccia alla spia (Homeland)
  - Michelle Dockery - Downton Abbey
  - Kerry Washington - Scandal
  - Robin Wright - House of Cards - Gli intrighi del potere (House of Cards)
- 2015[7]
  - Viola Davis - Le regole del delitto perfetto (How to Get Away with Murder)
  - Claire Danes - Homeland - Caccia alla spia (Homeland)
  - Taraji P. Henson - Empire
  - Tatiana Maslany - Orphan Black
  - Elisabeth Moss - Mad Men
  - Robin Wright - House of Cards - Gli intrighi del potere (House of Cards)
- 2016[8]
  - Tatiana Maslany - Orphan Black
  - Claire Danes - Homeland - Caccia alla spia (Homeland)
  - Viola Davis - Le regole del delitto perfetto (How to Get Away with Murder)
  - Taraji P. Henson - Empire
  - Keri Russell - The Americans
  - Robin Wright - House of Cards - Gli intrighi del potere (House of Cards)
- 2017[9]
  - Elisabeth Moss - The Handmaid's Tale
  - Viola Davis - Le regole del delitto perfetto (How to Get Away with Murder)
  - Claire Foy - The Crown
  - Keri Russell - The Americans
  - Evan Rachel Wood - Westworld - Dove tutto è concesso (Westworld)
  - Robin Wright - House of Cards - Gli intrighi del potere (House of Cards)
- 2018[10]
  - Claire Foy - The Crown
  - Tatiana Maslany - Orphan Black
  - Elisabeth Moss - The Handmaid's Tale
  - Sandra Oh - Killing Eve
  - Keri Russell - The Americans
  - Evan Rachel Wood - Westworld - Dove tutto è concesso (Westworld)
- 2019[11]
  - Jodie Comer - Killing Eve
  - Emilia Clarke - Il Trono di Spade (Game of Thrones)
  - Viola Davis - Le regole del delitto perfetto (How to Get Away with Murder)
  - Laura Linney - Ozark
  - Mandy Moore - This Is Us
  - Sandra Oh - Killing Eve
  - Robin Wright - House of Cards - Gli intrighi del potere (House of Cards)

### Anni 2020
- 2020[12]
  - Zendaya - Euphoria

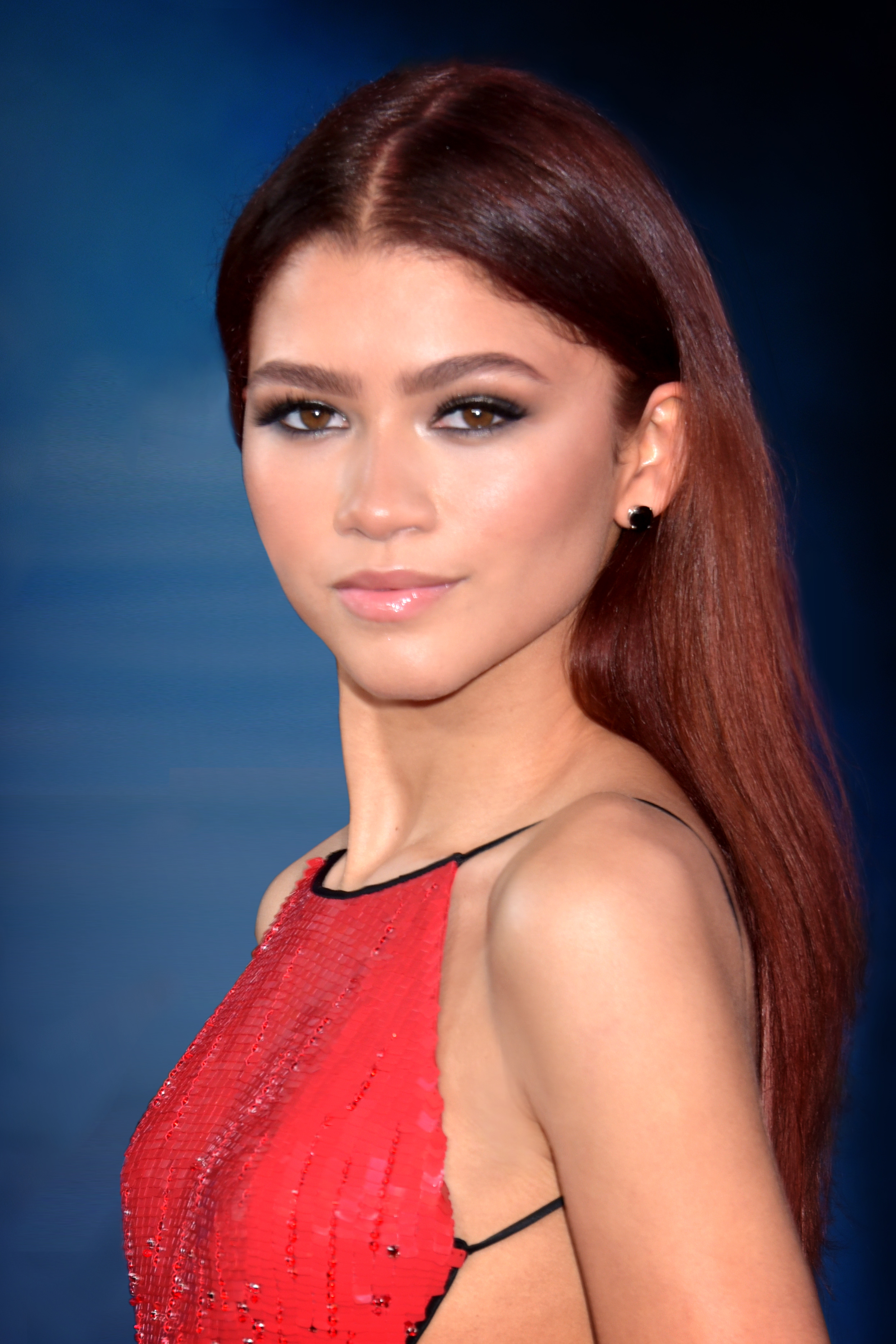
Zendaya è diventata, nel 2020, l'attrice più giovane a ricevere il premio.

  - Jennifer Aniston - The Morning Show
  - Olivia Colman - The Crown
  - Jodie Comer - Killing Eve
  - Laura Linney - Ozark
  - Sandra Oh - Killing Eve
- 2021[13]
  - Olivia Colman - The Crown
  - Uzo Aduba - In Treatment
  - Emma Corrin - The Crown
  - Elisabeth Moss - The Handmaid's Tale
  - Michaela Jaé Rodriguez - Pose
  - Jurnee Smollett - Lovecraft Country - La terra dei demoni (Lovecraft Country)
- 2022[14]
  - Zendaya - Euphoria
  - Jodie Comer - Killing Eve
  - Laura Linney - Ozark
  - Melanie Lynskey - Yellowjackets
  - Sandra Oh - Killing Eve
  - Reese Witherspoon - The Morning Show
- 2023
  - Sarah Snook - Succession
  - Sharon Horgan - Bad Sisters
  - Melanie Lynskey - Yellowjackets
  - Elisabeth Moss - The Handmaid's Tale
  - Bella Ramsey - The Last of Us
  - Keri Russell - The Diplomat
- 2024
  - Anna Sawai - Shōgun
  - Jennifer Aniston - The Morning Show
  - Carrie Coon - The Gilded Age
  - Maya Erskine - Mr. & Mrs. Smith
  - Imelda Staunton - The Crown
  - Reese Witherspoon - The Morning Show